# Kenyai labdarúgó-szövetség
A Kenyai Labdarúgó-szövetség (rövidítve: KFF) Kenya nemzeti labdarúgó-szövetsége.
A szervezetet 1960-ban alapították és még abban az évben csatlakozott a Nemzetközi Labdarúgó-szövetséghez, majd 1968-tól az Afrikai Labdarúgó-szövetség tagjává is vált.
A szövetség szervezi a Kenyai labdarúgó-bajnokságot, valamint működteti a férfi valamint a női labdarúgó-válogatottat.

## Elnökök
- 1974-1978 : Kenneth Matiba
- Clement Gachanja
- Job Omino
- 1996–2000: Peter Kenneth
- 2000–2004: Maina Kariuki
- 2004–2007: Alfred Sambu
- 2007–2015: Mohammed Hatimy
- 2015–: Nick Mwendwa